# Kill II This
A Kill II This brit nu-metal együttes. 1995-ben alakult Manchesterben. Zenéjükben a soul, dance és hip-hop stílusok elemeit vegyítik a metallal.

## Tagok
- Simon Gordon – ének (2014–)
- Mark Mynett – gitár
- Pete Stone – basszusgitár
- Jeff Singer – dob

## Korábbi tagok
- Philip Bretnall – ének (2002–2003)
- Steve Rooney – dob (2003–2004)
- Nick Arlea – ének
- Matt Pollock – ének (1997–2002)
- Suneil Raj – gitár
- Caroline Campbell – basszusgitár (1998–2002)
- Ben Calvert – dob (1998–2002)

## Diszkográfia
- Another Cross II Bare (1996)
- Deviate (1998)
- Trinity (2001)
- mass (down.)–sin.(drone) (2003)